# Habrotrocha gracilis
Habrotrocha gracilis är en hjuldjursart som beskrevs av Montet 1915. Habrotrocha gracilis ingår i släktet Habrotrocha och familjen Habrotrochidae. Arten är reproducerande i Sverige.

## Underarter
Arten delas in i följande underarter:
- H. g. gracilis
- H. g. quadridens